# Mighty Tigers FC
Mighty Tigers Football Club w skrócie Mighty Tigers FC – malawijski klub piłkarski grający w pierwszej lidze malawijskiej, mający siedzibę w mieście Blantyre.

## Sukcesy
- I liga[1]:
  - mistrzostwo (1): 1989
  - wicemistrzostwo (1): 1986

- FAM Cup[2]:
  - zwycięstwo (1): 2009
  - finał (2): 2005, 2014

- Castle Cup[2]
  - finał (1): 1994

- Chibuku Cup[2]
  - zwycięstwo (1): 1985

- Kamuzu Cup[2]
  - zwycięstwo (2): 1988, 1990

## Występy w afrykańskich pucharach
| Sezon | Rozgrywki       | Runda   | Kraj   | Klub            | Dom | Wyjazd | Dwumecz                      |
| ----- | --------------- | ------- | ------ | --------------- | --- | ------ | ---------------------------- |
| 1984  | Puchar Mistrzów | wstępna | Rwanda | SC Kiyovu Sport | –   | –      | walkower dla SC Kiyovu Sport |

## Stadion
Domowe mecze klub rozgrywa na stadionie o nazwie Kalulu Stadium Nchalo w Blantyre. Stadion może pomieścić 10000 widzów.

## Reprezentanci kraju grający w klubie od 2007 roku
Stan na wrzesień 2024.
| - Amadu Ali - Chikaiko Bridge - Yamikani Chester - Diverson Chilemba - Emmanuel Chipatala - Peter Cholopi - Malumbo Gondwe - Bernard Harawa - Ernest Kakhobwe - Isaac Kaliati - Bashiri Maunde - Luka Milanzi - Nafe Misasa | - Mapopa Musukwa - Nickson Mwase - Kuruwa Ngwira - Vincent Nyangulu - Innocent Nyasulu - George Nyirenda - Grey Nyirenda - Victor Nyirenda - James Sangala - Stanley Sanudi - William Thole - Jimmy Zakazaka |